# Кубок Испании по футболу 1972/1973
Кубок Испании по футболу 1972/1973 — 68-й розыгрыш Кубка Испании по футболу выиграл Атлетик Бильбао. Этот кубок стал двадцать вторым в истории команды.
Соревнование прошло в период с 20 сентября 1972 по 29 июня 1973 года.

## Результаты матчей

### 1/4 финала
| Команда 1            | Итог | Команда 2       | 1-й матч | 2-й матч |
| -------------------- | ---- | --------------- | -------- | -------- |
| Кастельон            | 4:2  | Реал Бетис      | 4:0      | 0:2      |
| Депортиво Ла-Корунья | 0:4  | Малага          | 0:2      | 0:2      |
| Гранада              | 1:4  | Спортинг        | 1:1      | 0:3      |
| Севилья              | 1:3  | Атлетик Бильбао | 1:1      | 0:2      |

### 1/2 финала
| Команда 1       | Итог | Команда 2 | 1-й матч | 2-й матч |
| --------------- | ---- | --------- | -------- | -------- |
| Атлетик Бильбао | 3:1  | Малага    | 2:1      | 1:0      |
| Кастельон       | 3:0  | Спортинг  | 2:0      | 1:0      |

### Финал
| 29 июня, 1973               | \| Атлетик Бильбао \| 2:0 \| Кастельон \| \| Ариета II 27′ · Зубиага 54′ \| Голы \| \| | Висенте Кальдерон, Мадрид Зрителей: 64 200 |
| Атлетик Бильбао             | 2:0                                                                                    | Кастельон                                  |
| Ариета II 27′ · Зубиага 54′ | Голы                                                                                   |                                            |